# Attelabinae
Sous-famille
Les Attelabinae sont une sous-famille d'insectes coléoptères de la famille des Attelabidae.

## Liste des genres et espèces
Selon NCBI (30 août 2014) :
- genre Attelabus
  - Attelabus analis
  - Attelabus nigripes
  - Attelabus nitens
- genre Euops
  - Euops politus
  - Euops pustulosus
  - Euops splendidus
- genre Henicolabus
  - Henicolabus lewisii
- genre Omolabus
  - Omolabus biplagiatus
  - Omolabus piceus
- genre Parasynatops
  - Parasynatops konoi
- genre Phialodes
  - Phialodes rufipennis
- genre Sawadaeuops
  - Sawadaeuops punctatostriatus

Selon Fauna Europaea (26 janv. 2015) : une seule tribu : Attelabini, une seule sous-tribu : Attelabina, 
- seul genre : Attelabus
  - Attelabus nitens
  - Attelabus sulcifrons
  - Attelabus suturalis
  - Attelabus variolosus